# 102 달마시안
《102 달마시안》(102 Dalmatians)는 미국에서 제작된 케빈 리마 감독의 2000년 가족, 코미디 영화이다. 글렌 클로즈 등이 주연으로 출연하였고 에드워드 S. 펠드먼 등이 제작에 참여하였다.

## 줄거리
101 달마시안 사건 이후 3년간 감옥에 수감되었던 크루엘라 드 빌은 심리학자 파블로프 박사에 의해 모피 코트에 대한 욕망을 치료받고 변모한다. 그녀는 가석방되지만, 가석방 조건을 어기면 즉시 감옥으로 돌아가고, 남은 재산 8백만 파운드를 웨스트민스터의 모든 개 보호소에 지불해야 한다는 경고를 받는다. 크루엘라는 심하게 학대했던 하인 알론조와의 업무 관계를 개선하고 케빈 셰퍼드가 소유한 '세컨드 찬스 개 보호소'를 인수하여 파산을 막는다. 크루엘라의 보호 관찰관인 클로이 사이먼은 크루엘라가 훔쳤던 원래 101마리 달마시안 중 한 마리인 딥스틱의 주인이다. 그녀는 동물 애호가로서의 인기가 높아짐에도 불구하고 크루엘라가 다시 범죄를 저지를 것이라고 의심한다.
딥스틱의 짝인 도티는 세 마리의 강아지를 낳는다: 도미노, 리틀 디퍼, 그리고 알비노로 보이는 오드볼. 오드볼은 자라면서 점이 없다는 사실에 자의식을 느끼기 시작한다. 한편, 파블로프 박사는 그의 치료 환자들이 빅 벤의 종소리에 노출되면 이전 성격으로 돌아간다는 사실을 발견하지만, 이 발견을 대중에게 숨긴다. 필연적으로 빅 벤이 울리자 크루엘라는 원래의 성격으로 돌아간다. 딥스틱을 알아보고 달마시안 모피 코트를 만들려던 자신의 실패한 시도를 기억한 그녀는 프랑스 모피상 장-피에르 르펠트의 도움을 받는다. 그들은 크루엘라의 복수의 일환으로 딥스틱의 새끼들을 후드에 사용할 목적으로 새로운 모피 코트를 디자인한다.
클로이와 케빈은 데이트를 하러 간다. 케빈은 클로이에게 크루엘라가 가석방 조건을 위반하면 그녀의 모든 재산이 자신에게 갈 것이라고 말하는데, 그의 개 보호소가 현재 웨스트민스터에서 유일하게 운영되고 있기 때문이다. 이를 안 크루엘라는 케빈이 르펠트가 가져간 첫 99마리 달마시안 강아지 절도를 저지른 것으로 누명을 씌운다. 또한 케빈이 개 납치 전과가 있다는 사실을 악용한다. 그녀는 르펠트가 도티와 그녀의 세 강아지를 훔치는 동안 클로이와 딥스틱을 저녁 식사에 초대하여 유인한다. 딥스틱은 재빨리 아파트로 돌아오지만 나중에 붙잡힌다. 클로이는 애완동물을 구하기 위해 집으로 달려가지만 너무 늦게 도착한다. 그녀는 자신의 말하는 금강앵무 워들스워스의 도움으로 감옥에서 탈출한 케빈과 합류한다. 케빈은 자신의 이전 유죄 판결이 동물들이 실험에 사용되고 있던 연구실에서 동물들을 구출한 때문이었다고 설명한다.
르펠트가 잃어버린 베네치아 심플론 오리엔트 급행의 파리행 티켓을 발견한 케빈과 클로이는 크루엘라와 르펠트의 기차가 출발하기 전에 그들을 막으려 하지만 실패한다. 탈출에 성공한 워들스워스와 오드볼은 그들을 몰래 파리의 르펠트 공장으로 따라간다. 케빈과 클로이도 그곳에 도착하지만, 크루엘라에게 발각되어 지하실에 갇힌다. 그럼에도 불구하고, 그들은 천장의 구멍을 통해 강아지들을 풀어준다. 크루엘라는 혼자 강아지들을 쫓고, 알론조는 더 이상 참을 수 없는 학대를 당하자 르펠트를 물리치고 케빈과 클로이를 풀어준다. 그들은 크루엘라를 빵집까지 쫓아가서 오드볼이 이끄는 강아지들이 크루엘라를 거대한 케이크 안에 구워지도록 속였다는 것을 알게 된다. 크루엘라는 살아남고, 그녀와 르펠트는 모두 체포된다.
절도 혐의에서 벗어난 클로이와 케빈은 런던으로 돌아와 알론조로부터 직접 크루엘라 재산의 남은 부분을 상으로 받는다. 오드볼의 털에는 마침내 작은 점 몇 개가 생겨 모두를 놀라게 한다.

## 출연

### 주연
- 글렌 클로즈
- 제라르 드빠르디유

### 조연
- 앨리스 에반스
- 이안 그루퍼드
- 팀 멕네니
- 토니 로빈슨

## 기타
- 공동제작: 패트리샤 카
- 미술: 애쉬턴 고턴
- 의상: 안소니 포웰
- Ass-PD: 미쉘 폭스
- 배역: 프리실라 존

## 한국판 성우진(KBS)
- 이선영 - 크루엘라 (글렌 클로즈)
- 문선희 - 클로이 (앨리스 에반스)
- 성완경 - 캐빈 (요만 크루퍼드)
- 장광 - 르펠 (제라르 드빠르디유)
- 이재용 - 알론조 (팀 맥커너니)
- 김승태 - 앵무새 (에릭 아이들)
- 윤세웅 - 이완 (벤 크롬프톤)
- 박상일 - 판사 (티모시 웨스트)
- 김정호 - 파블로프 (데이비드 호로비치)
- 황원 - 집주인
- 정기항 - 변호사
- 임수아 - 아그네스 (캐롤 맥크레디)
- 이주원
- 윤현정
- 최정호